# Jessie Stephenson
Sara Jessie Stephenson (1873-1966) fue una sufragista británica y miembro de la Unión Social y Política de Mujeres (WSPU) por sus siglas en inglés) que organizó el boicot al censo en Manchester.

## Trayectoria
Sara Jessie Stephenson nació en Louth, Lincolnshire en 1873. Su padre era un granjero en Lincolnshire, Inglaterra.
A pesar de la desgana inicial de sus padres, ella quería algo más que una vida doméstica y viajó por Francia y Alemania enseñando inglés.
Stephenson se unió a la Unión Política y Social de Mujeres (WSPU) y donó algunas de sus ganancias a su causa, antes de volver a trabajar en Londres para una abogada. Vivía en habitaciones del Twentieth Century Club de Notting Hill, al igual que su colega activista Ada Flatman.
Stephenson participó activamente en 1907, yendo en bicicleta durante sus vacaciones con una pancarta que decía "Mantengan alejados a los liberales" y "Votos para las mujeres", molestando a un ministro local y a una maestra de escuela. Esto fue en apoyo de la WSPU en las elecciones parciales de Jarrow con Christabel Pankhurst, Nellie Martel y Mary Gawthorpe. A su regreso, su empleador la llamó "una de las hermanas chillonas".
Un año más tarde, Stephenson estuvo a cargo de la sección de Paddington de la gran marcha de mujeres de Hyde Park (conocida como "Domingo de las mujeres ") y fue la oradora principal (en la plataforma 20) en ese evento, vestida de blanco y una banda con los colores de la WSPU, morado, blanco y verde. Al llegar, se dio cuenta de que había hombres "rudos" que amenazaban con lanzar misiles ocultos o hacer sonar campanas para perturbar el evento.

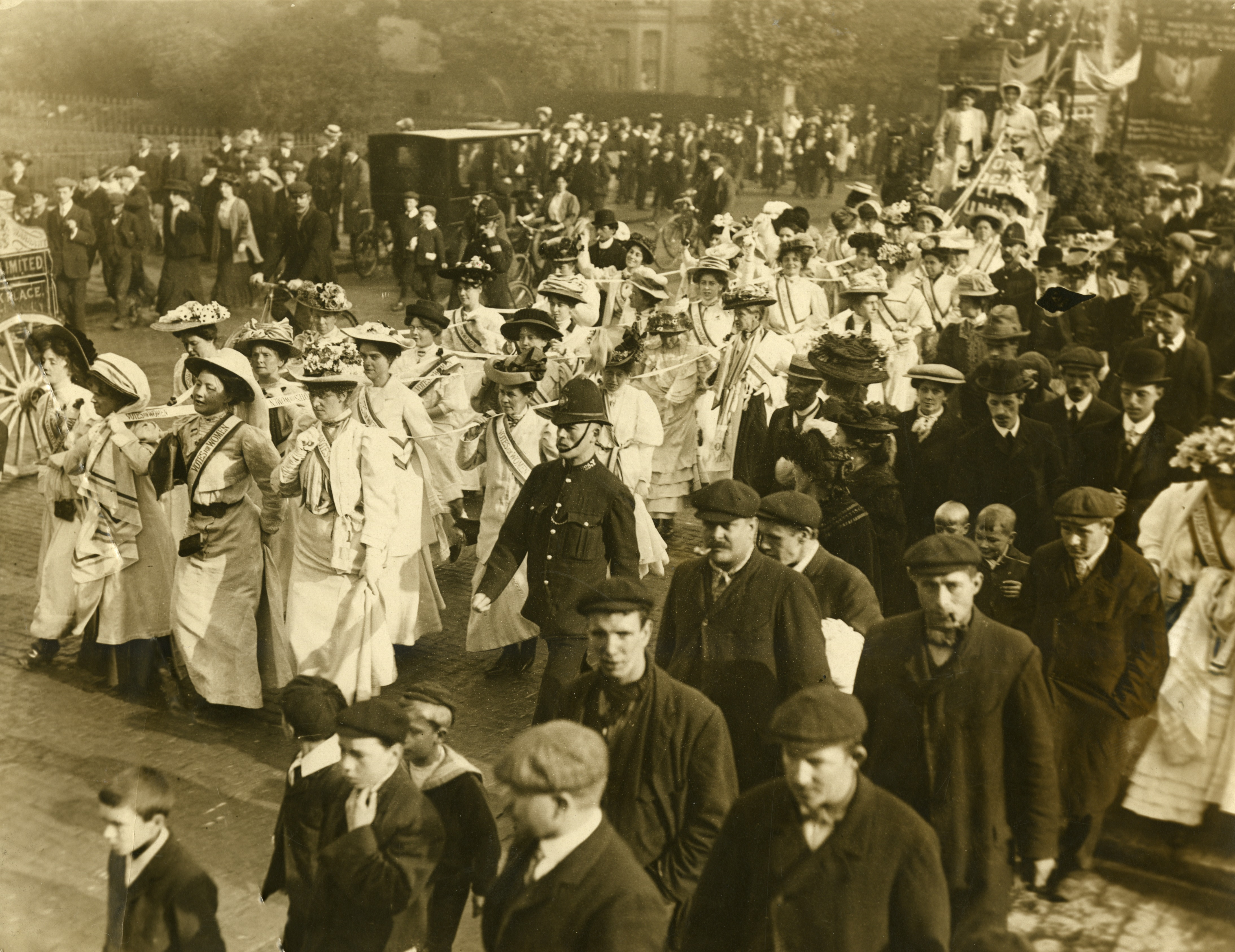
Procesamiento de sufragistas, c.1908. (22301202314)

Stephenson también estuvo en la delegación de mujeres con Emmeline Pethick-Lawrence, Florence Haig, Maud Joachim y Mary Phillips que intentó con Emmeline Pankhurst ingresar a la Cámara de los Comunes, pero no fue una de las arrestadas en ese momento.
Sin embargo, fue encarcelada en noviembre de 1910, durante un mes, por romper una ventana, en casa de Herbert Samuel, diputado liberal, que le había dicho a su asistenta que abrió la puerta que "las sufragistas no dañan la carne ni la sangre", como continuación al duro trato que se dio a las mujeres manifestantes el Viernes Negro. Las mujeres arrestadas iban cantando en la camioneta de la policía llamada Black Maria de camino a la prisión de Holloway, desde donde Stephenson escribió a Margaret Travers Simons para que le enviara noticias en secreto desde fuera de la prisión.
Stephenson describía el trato que recibían las mujeres a su llegada: les soltaban el cabello y las registraban, se desnudaban para ser registradas, pero desde el cambio de reglas se les permitía usar su propia ropa a diferencia de la mayoría de las demás prisioneras. También se le permitió recibir una carta de su abogado, diciéndole que perdería su trabajo y alojamiento si no pagaba la multa para ser liberada, pero ella se negó y completó su sentencia con las otras sufragistas encarceladas. Quince, incluidas Stephenson y Mary Clarke, fueron liberadas justo antes de Navidad, siendo recibidas por Emmeline Pankhurst, Mabel Tuke y un grupo de trescientos partidarios.
En la comida de celebración a la que asistieron todos en Criterion, en Piccadilly para la liberación de prisioneros, Stephenson recibió una oferta de trabajo como empleada de la WSPU para organizar eventos, y la colocaron junto a Christabel Pankhurst. Stephenson pronunció un discurso del que se informa en la Votes for Women del 30 de diciembre de 1910 titulado "Gracias a Dios por la señora Pankhurst".
Stephenson organizó la protesta nocturna del censo de 1911 en Manchester.

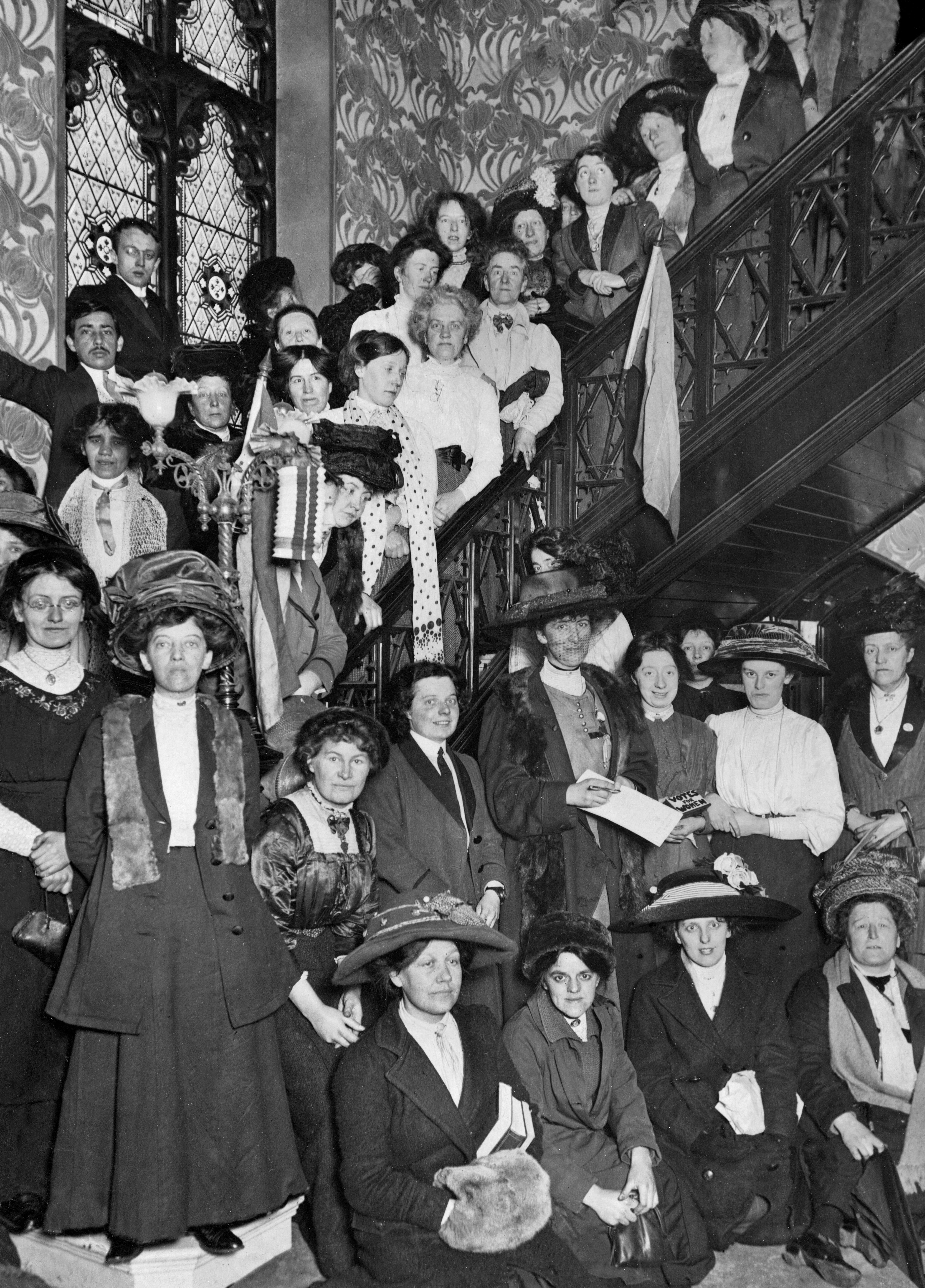
Sufragistas boicoteando el censo de 1911 en Manchester

## Concesión del derecho de voto
En 1918, cuando la Primera Guerra Mundial casi había terminado y las mujeres habían tenido que desempeñar roles nunca antes vistos en Gran Bretaña mientras los hombres estaban en el frente, se concedió el derecho a votar a (algunas) mujeres. Stephenson fue clara en su escrito "No Other Way" sobre el hecho de que las sufragistas (la no militante Unión Nacional de Sociedades de Sufragio de Mujeres) no habían logrado esto solas:
Los gobiernos no son filántropos - ciertamente no con los no votantes - rara vez dan lo que no están obligados a dar, y lo digo con certeza: el gobierno no habría concedido el sufragio femenino con una demanda tan inofensiva y mal respaldada como la [del NUWSS ] .... Al tratarse de un gobierno que regresaba cansado a los asuntos internos después de la Gran Guerra, y lo hacía a un país que había mostrado su entusiasmo por el voto de las mujeres de punta a punta, y que probablemente daría lugar a un entusiasmo aún más desesperado si se le negaba, frente a esta amenaza, aprobó el Proyecto de Ley Electoral en enero [1918].
Las memorias en dos volúmenes de Stephenson, 'No Other Way', se publicaron en 1932. Ella también señalaba:
La mujer tiene ahora en sus manos la llave para conseguir que se deroguen las escandalosas leyes dictadas contra ella en el pasado... Nosotros, los guerreros supervivientes, batallados, mutilados y en su mayoría agotados, esperamos con confianza que ella avance de manera constante y segura hacia la mayor reforma que el mundo haya enfrentado jamás... He soñado desde mi niñez, lo que va a suceder, lo que debe llegar.
Stephenson murió en Norfolk en 1966.